# 春雨號驅逐艦
春雨（はるさめ）是大日本帝國海軍的驅逐艦。白露型驅逐艦5號艦。

## 艦歷

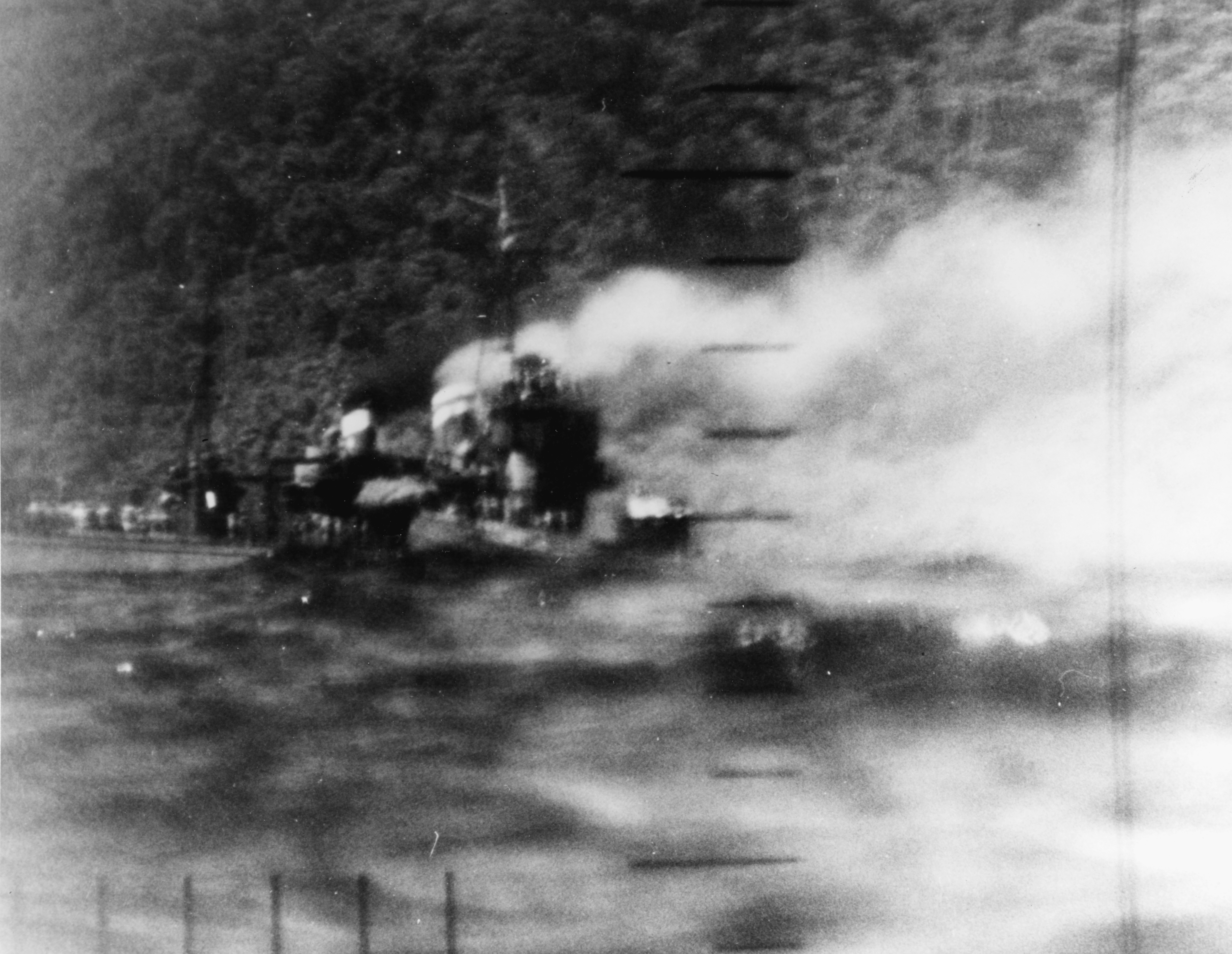
被美国潜艇瓦胡号(USS Wahoo, SS-238)击中的“春雨”号驱逐舰

“春雨”号驱逐舰，1935年2月3日于舞鹤海军工厂动工，1935年9月21日竣工，1937年8月26日就役，属于白露级驱逐舰，编号为5号舰。
“春雨”之名是从前代所继承，其前代为春雨级驱逐舰1号舰，1903年建于横须贺海军工厂，1911年除籍，1912年被卖掉。
太平洋战争开始时隶属于第二舰队第四水雷战队第2驱逐队。
参加过中途岛海战、东所罗门海战等战斗，后来参与了9次对瓜岛的物资输送作战（“東京急行”、“鼠輸送”）。
在1942年11月12日开始的瓜达尔卡纳尔海战（第三次所罗门海海战）中对盟军巡洋舰造成重大伤害，并于12月初回到横须贺维修。
1943年1月5日，春雨护送输送船浅间丸从横须贺出发，并于同月10日到达特鲁克。14日，从特鲁克出发，前往巴布亚新几内亚的韦瓦克参与输送任务。24日，在返航途中遭到美国潜艇瓦胡号(USS Wahoo, SS-238)的鱼雷攻击，前部右舷主炮下方被命中。2月底返回特鲁克进行了紧急维修，并于5月返回横须贺海军工厂进行维修，并进行了防空强化改造。
1944年1月11日返回特鲁克，其后参与了护卫任务，并遭到空袭。同年2月19日，分配到帕劳进行巡逻。4月至5月间，参与了护卫任务。6月8日，在疏散部队任务中，遭到美军B-25轰炸机空袭，沉没。同年8月10日除籍。

## 同型艦

### 白露型
- 白露
- 时雨
- 村雨
- 夕立
- 春雨
- 五月雨

### 改白露型
- 海風（日语：海風 (白露型駆逐艦)）
- 山風（日语：山風 (白露型駆逐艦)）
- 江風
- 涼風

## 歷代艦長

### 艤裝員長
1. 高橋亀四郎 少佐：1936年7月15日 - 1937年6月1日

### 艦長
1. 高橋亀四郎 少佐：1937年6月1日 - 1938年12月15日
2. 広瀬弘 少佐：1938年12月15日 - 1940年10月15日
3. 富田捨造 少佐：1940年10月15日 -
4. 神山昌雄 少佐：1942年4月25日 -
5. 富田敏彦 少佐：1943年11月15日 -